# Lijst van bouwwerken van Henri van Tulder
Dit is een Lijst van bouwwerken van Hendrik Jacobus van Tulder (1819-1903).
Van Tulder was een van de pioniers van de neogotische bouwstijl. Hij ontwierp een groot aantal kerkgebouwen, die met name in Noord-Brabant werden gebouwd.
| Bouw      | Naam                              | Plaats               | Bijzonderheden                                                              | Afbeelding                      |
| --------- | --------------------------------- | -------------------- | --------------------------------------------------------------------------- | ------------------------------- |
| 1846-1847 | Stadhuis                          | Tilburg              | Afgebroken in 1971                                                          |                                 |
| 1852-1856 | Antonius van Paduakerk            | Tilburg              | Afgebroken                                                                  |                                 |
| 1853      | Jans Onthoofdingskerk             | Gemert               |                                                                             |                                 |
| 1854      | Raadhuis en school                | Aarle-Rixtel         |                                                                             |                                 |
| 1857      | Willibrorduskerk                  | Berkel-Enschot       | Toren bij 13e-eeuwse kerk                                                   |                                 |
| 1856      | Sint Willibrorduskerk             | Esch                 | Toren uit 15e eeuw geïntegreerd, kerk is afgebroken in 1889                 |                                 |
| 1856      | Lambertuskerk                     | Haaren               | Door brand verwoest in 1911                                                 |                                 |
| 1856-1858 | Heilige Luciakerk                 | Mierlo               | Toren van de vorige kerk verwerkt in de huidige kerktoren.                  |                                 |
| 1857      | Kapel bij Grootseminarie          | Rijsenburg           |                                                                             |                                 |
| 1857-1859 | OLV Onbevlekt Ontvangenkerk       | Oss                  |                                                                             |                                 |
| 1858      | Martinuskerk                      | Velddriel            | Verwoest in 1944                                                            |                                 |
| 1858      | Willibrorduskerk                  | Wintelre             | Toren bij kerk uit 1822. Bij herbouw kerk in 1930-1931 is de toren behouden | Wintelre - St. Willibrorduskerk |
| 1859      | Johannes Onthoofdingkerk          | Nuland               | Afgebroken in 1944                                                          |                                 |
| 1861      | Paterskerk                        | Tilburg              | Afgebroken in 1956                                                          |                                 |
| 1862-1867 | Petrus' Bandenkerk                | Macharen             | Kerk bij bestaande toren                                                    |                                 |
| 1863      | Kapel bij Grootseminarie          | Sint Michielsgestel  |                                                                             |                                 |
| 1864-1866 | Sint-Jan Geboortekerk             | Vlijmen              |                                                                             |                                 |
| 1867      | Johannes Onthoofdingkerk          | Liempde              |                                                                             |                                 |
| 1867-1868 | Lambertuskerk                     | Haren                |                                                                             |                                 |
| 1870      | Barbarakerk                       | Dreumel              |                                                                             |                                 |
| 1871      | Antonius Abtkerk                  | Eerde                |                                                                             |                                 |
| 1871-1872 | Lambertuskerk                     | Zijtaart             |                                                                             |                                 |
| 1872      | Heuvelse kerk (St. Jozefkerk)     | Tilburg              |                                                                             |                                 |
| 1873-1875 | School / klooster / Mater Dei     | Helmond              |                                                                             |                                 |
| 1873-1874 | Sint-Lambertuskerk                | Drunen               | Verwoest in 1945                                                            |                                 |
| 1874      | Gedenknaald koning Willem II      | Tilburg              | Afgebroken in 1968                                                          |                                 |
| 1874      | Pastorie, de Schans 122           | Tilburg              |                                                                             |                                 |
| 1874-1876 | Petruskerk                        | Eindhoven (Woensel)  |                                                                             |                                 |
| 1875      | Uitbreiding Kasteel d’Oultremont. | Nieuwkuijk           |                                                                             |                                 |
| 1876      | Woonhuis Willem II-straat 57      | Tilburg              |                                                                             |                                 |
| 1876      | Jozefkerk                         | Zwaagdijk-Oost       | Afgebroken ca 1954                                                          |                                 |
| 1878      | Jan Evangelistkerk                | Elshout              |                                                                             |                                 |
| 1879-1884 | Maria en Brigidakerk              | Zesgehuchten         |                                                                             |                                 |
| 1880      | Martinuskerk                      | Olland               | Verwoest in 1944                                                            |                                 |
| 1881-1883 | Martinuskerk                      | Dommelen             | Verbouwing in 1930 door Jan Stuyt                                           |                                 |
| 1883      | Sint Trudokerk                    | Stiphout             |                                                                             |                                 |
| 1884      | Joriskerk                         | Stratum              | Toren door J. van Gils (1911)                                               |                                 |
| 1884-1885 | Hoofdgebouw Voorburg              | Vught                | Psychiatrisch ziekenhuis. Deels afgebroken in 1994                          |                                 |
| 1885      | Servatiuskerk                     | Westerhoven          |                                                                             |                                 |
| 1886      | Woonhuis Spoorlaan 398            | Tilburg              |                                                                             |                                 |
| 1893      | Villa                             | Overboelare (België) |                                                                             |                                 |

## Referentie
- Thuis in Brabant - Tulder, Henri Jacques van (1819-1903)
- BONAS archiwijzer zoek op "Tulder"
- H.J. van Tulder, bouwmeester - Biografische gegevens en oeuvre-informatie[dode link]